# 나가르주나

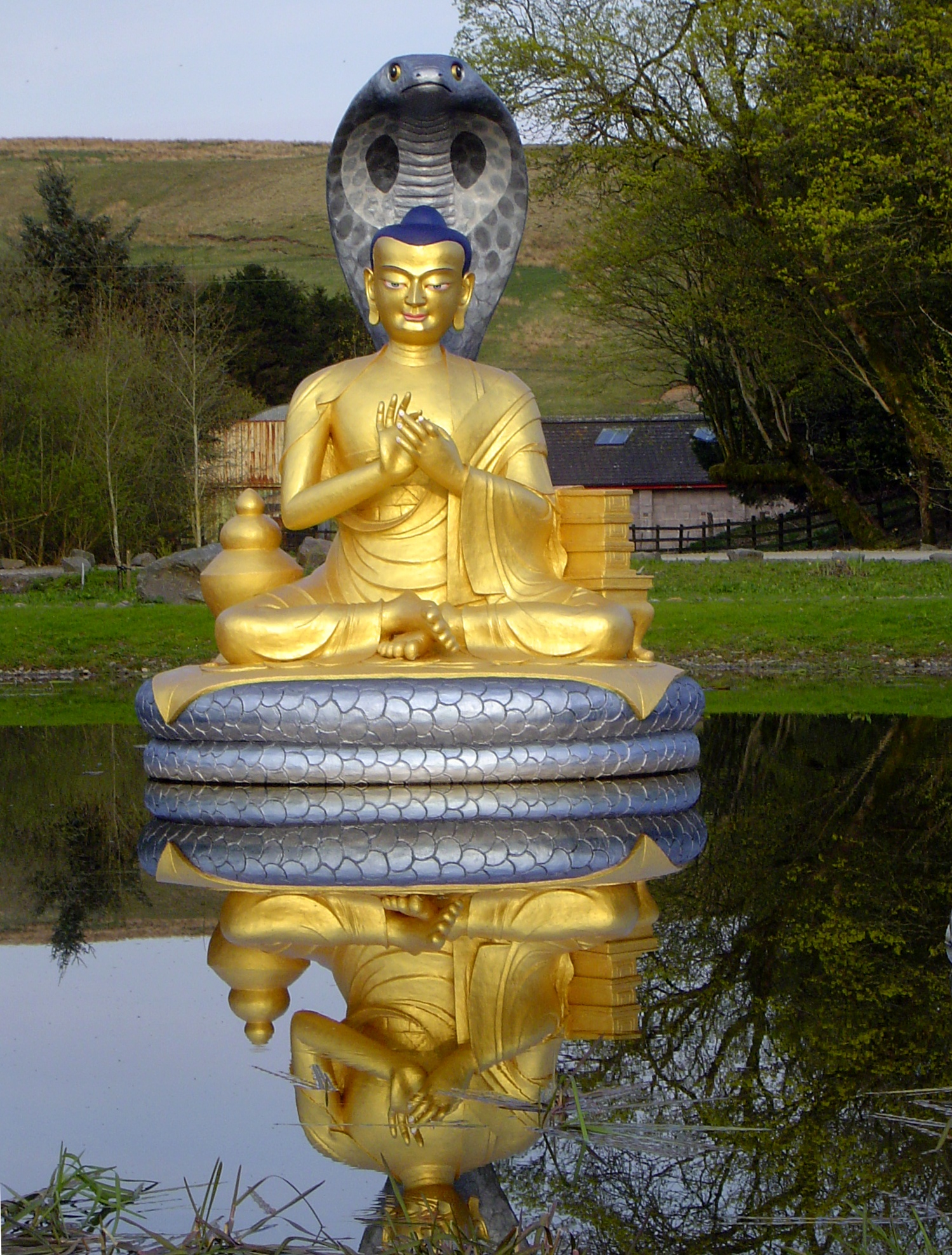

나가르주나(산스크리트어: नागार्जुनः), 또는 용수(龍樹: 150년경 ~ 250년경?)는 중관(中觀 · Madhyamaka)을 주창한 인도의 불교 승려이다. 베트남 · 중국 · 대한민국 · 일본 등에서는 흔히 용수라 불리며 티베트에서는 Klu Sgrub이라 한다. 한국 조계종에서는 인도 제14대 조사로 공식적으로 인정하고 있다. 3세기 용수는 중관불교의 틀은 유지하는 동시에 상좌부 불교를 비판하고 대승불교의 논리를 창시했기 때문에 제2의 석가모니 또는 대승불교의 아버지라고 불린다. 석가모니 이래 출가자 위주의 "수행 중심 불교"였는데, 이를 비판하고 대승불교 교단을 새로 만들었다.

## 생애
용수의 생애에 대한 기록은 자세하지 않다. 구마라습의 《용수보살전(龍樹菩薩傳)》에 의하면 용수는 인도 남부의 브라만 가문 출신이었다고 한다. 이 때문에 용수는 당시 불경 기록의 주된 언어였던 팔리어 대신 산스크리트어를 사용한 것으로 여겨진다.
출가(出家)하여 상좌부 불교를 배우다가 후에 히말라야산으로 들어가 노비구(老比丘)로부터 대승불교를 배웠다고 한다. 그 후 초기 대승불교의 여러 경전을 깊이 연구하고 많은 주석서를 저술하여 독자적인 사상을 세웠다. 그는 《반야경》(般若經)의 가르침을 기본으로 하여 공의 교의를 철학적으로 구명하고, 대승불교 교의의 중요한 기초를 닦았다.
후일 중부 인도에서 남인도로 돌아가, 만년에는 남인도의 키스토나 강(Kistna River: 지금의 크리슈나강(Krishna River)의 옛 이름) 하류의 흑봉산(黑峰山 · Mountain of Śrīparvata)에 살다가 그곳에서 입적한 것으로 되어 있다. 흑봉산은 후대에 나가르주나콘다(나가르주나의 언덕이라는 뜻)라고 불린 도시 근처에 있었는데, 나가르주나콘다는 지금의 안드라프라데시 주의 군투르 지역(Guntur district)에 속한다. 부파 불교의 제다부(制多部 · Caitika)와 다문부(多聞部 · Bahuśrutīya)의 사원들이 나가르주나콘다에 있었던 것으로 알려져 있다.
용수의 제자들 중 가장 큰 제자(상좌 또는 상족)는 제바(提婆 · 아리야데바: 170-270)로, 제바는 《백론(百論)》을 저술하였다. 용수 이후의 대승불교는 모두 그의 영향을 받았는데, 그 결과 후세의 중국 등 여러 나라의 불교에서 용수는 중관파 · 삼론종 · 천태종 등 여덟 불교 종파(八宗)의 시조이거나 최초의 발단을 제공한 조사로 존칭되고 있다.

## 사상
용수는 불교의 초기경전을 연구하여 중관(中觀 · Madhyamaka)을 주창하였으며 자신의 사상을 담아 《중론(中論)》을 저술하였다. "중론"은 산스크리트어 물라 마드야마카 카리카(Mūlamadhyamakakārikā)를 뜻에 따라 번역한 것으로 문자 그대로의 의미는 "중도에 대한 근본적인 글(Fundamental Verses on the Middle Way)"이다.
《중론》에서 용수는 대승불교의 핵심 사상 중 하나인 공에 대해 파악하고 있다. 그는 절대적인 무(無 · 없음)라는 관점에서 공에 대해 파악하고 있지 않으며, 모든 것이 서로 관계를 맺는 연기론의 관계에서 공에 대해 파악하고 있다. 그리고 그 결론으로 공 · 연기 · 중도는 모두 같은 것이라고 주장한다.《중론》 제24장 〈관사제품(觀四諦品)〉에는 이러한 이해를 적시한 유명한 "인연소생법(因緣所生法: 법 · 존재 또는 현상은 인과 연에 의해 생겨난다)"의 게송이 있다.

| 諸法有定性。則無因果等諸事。如偈說。 眾因緣生法 我說即是無 亦為是假名 亦是中道義 未曾有一法 不從因緣生 是故一切法 無不是空者 眾因緣生法。我說即是空。何以故。 眾緣具足和合而物生。是物屬眾因緣故無自性。 無自性故空。空亦復空。但為引導眾生故。 以假名說。離有無二邊故名為中道。 是法無性故不得言有。亦無空故不得言無。 若法有性相。則不待眾緣而有。 若不待眾緣則無法。是故無有不空法。 |  | 각각의 법이 고정된 성품(定性)을 지니고 있다면 곧 원인과 결과 등의 모든 일이 없어질 것이다. 때문에 나는 다음과 같은 게송으로 설명한다. 여러 인(因)과 연(緣)에 의해 생겨나는 것이 법(法: 존재)이다. 나는 이것을 공하다(無)고 말한다. 그리고 또한 가명(假名)이라고도 말하며, 중도(中道)의 이치라고도 말한다. 단 하나의 법(法: 존재)도 인과 연을 따라 생겨나지 않은 것이 없다. 그러므로 일체의 모든 법이 공하지 않은 것이 없다. 여러 인(因)과 연(緣)에 의해 생겨나는 것인 법(法: 존재)을 공하다(空)고 나는 말한다. 왜 이렇게 말하는가? 여러 인과 연이 다 갖추어져서 화합하면 비로소 사물이 생겨난다. 따라서 사물은 인과 연에 귀속되는 것이므로 사물 자체에는 고정된 성품(自性 · 자성)이 없기 때문이다. 고정된 성품(自性 · 자성)이 없으므로 공(空)하다. 그런데 이 공함도 또한 다시 공한데, (이렇게 공함도 다시 공하다고 말할 수 있는 이유는, 사물이 공하다고 말한 것은) 단지 중생을 인도하기 위해서 가명(假名)으로 (공하다고) 말한 것이기 때문이다. (사물이 공하다고 말하는 방편과 공함도 공하다고 말하는 방편에 의해) "있음(有)"과 "없음(無)"의 양 극단(二邊)을 벗어나기에 중도(中道)라 이름한다. 법(法: 존재)은 고정된 성품(性 · 自性 · 자성)을 가지고 있지 않기 때문에 법(法: 존재)을 "있음(有)"이라고 말할 수 없다. 또한 법(法: 존재)은 공한 것도 아니기 때문에 법(法: 존재)을 "없음(無)"이라고 말할 수도 없다. 어떤 법(法: 존재)이 고정된 성품(性相 · 성상 · 自性 · 자성)을 가지고 있다고 한다면, 그 법은 여러 인과 연에 의존하지 않은 채 존재하는 것이 된다 (따라서 연기의 법칙에 어긋난다). 여러 인과 연에 의존하지 않는다면 (연기의 법칙에 어긋나므로 생겨날 수 없고, 따라서) 그 법(法: 존재)은 없는 것(존재할 수 없는 것)이다. (연기의 법칙에 의해 지금 존재하고 있는 것을 존재하고 있지 않다고 말하는 것은 자가당착이다. 이러한 모순이 일어나지 않으려면 다음을 대전제로 인정할 수 밖에 없다.) 그러므로 공하지 않은 법(즉, 연기하지 않는 존재 또는 고정된 성품을 가진 존재)이란 존재할 수 없다. |
— 《중론(中論)》 4권 24장 〈관사제품(觀四諦品)〉

## 저서
용수의 저작은 한역(漢譯)으로 20부 154권, 티베트 역으로 95부가 있는데, 대표적인 것으로는 오늘날 다음과 같은 저작들이 있다.
- 중론송(中論頌) · 십이문론(十二門論)
연기, 즉 공에 의해 불교의 근본사상을 서술하고 있다.
- 대지도론(大智度論)
《반야경》 중에서 가장 오래된 부류에 속하는 《대품반야》의 주석서이다. 당시의 여러 사상 · 전설 · 교단의 규정 등을 해설하고 공의 입장에서 비판했다. 특히 보살의 실천 수행의 길인 6바라밀에 대해 상세히 설명하고 있다.
- 십주비바사론(十住毘婆沙論)
《화엄경》 중에서 아주 옛날에 성립된 〈십지경〉을 주석하고 보살의 수행 계위인 십지(十地)를 해설하고 있다. 특히 이 중에는 믿음을 방편으로 하는 이행도(易行道: 쉽게 실천할 수 있는 길)인 아미타불의 명호를 외우고 마음에 새기는 길이 설명되어 있는데, 이것은 후대의 정토교의 근거가 되었다.
- 회쟁론(廻諍論)
불교 이외의 여러 학파, 특히 당시의 논리학파의 주장을 공의 입장에서 비판하고 있다.
- 대승이십송론(大乘二十頌論)
공의 입장에서, 세계는 오직 일심(一心)임을 설파하고 있다.
- 보행왕정론(寶行王正論) · 보리자량론(菩提資糧論)
정치에 종사하는 자에게 실천 수행의 길을 뚜렷이 보여주고 있다.

고려대장경에 《중론》이 한역되어 있다.

## 같이 보기
- 아리아데바
- 불교
- 중도 (불교)
- 손사막
- 공 (불교)

## 참고 문헌
- 나가르주나 『중론』 / 서정형 pdf

- 이 문서에는 다음커뮤니케이션(현 카카오)에서 GFDL 또는 CC-SA 라이선스로 배포한 글로벌 세계대백과사전의 "종교·철학 > 세계의 종교 > 불 교 > 불교의 사상 > 초기 대승불교의 사상 > 용수" 항목을 기초로 작성된 글이 포함되어 있습니다.